# جليزا 674 b
جليزا 674 b (بالإنجليزية: Gliese 674 b)‏ الذي يرمز له بالرمز GJ 674 b، هو كوكب خارج المجموعة الشمسية، في كوكبة المجمرة، يتبع غليس 674 ‏.

## الاكتشاف
اكتشف في 7 يناير 2007.